# Galway (hrabstwo)
Galway (irl. Contae na Gaillimhe) – hrabstwo na zachodnim wybrzeżu Irlandii, w prowincji Connacht. Hrabstwo wzięło nazwę od miasta Gaillimh (Galway), które jest jego stolicą. Hrabstwo pod względem wielkości ustępuje jedynie hrabstwu Cork.
Hrabstwo obejmuje kilka odrębnych terytoriów, Iar Chonnachta – część na zachód od Lough Corrib, oraz Connemara na dalekim zachodzie i Joyce Country na północnym zachodzie. Zamieszkane wyspy należące administracyjnie do hrabstwa to Oileáin Árann (Wyspy Aran) i Inis Bó Fine (Inishbofin).
Najciekawsze miejsca: Connemara, Kylemore Abbey, wyspy Aran, Kilmacduagh (klasztorna osada na granicy hrabstw Galway i Clare), miasteczko Clifden, Galway (miasto).

## Miasta i wioski hrabstwa Galway
- Ardrahan, Athenry, Aughrim
- Ballinasloe, Ballyconneely, Ballygar, Ballymoe, Ballynahinch, Barna, Bealadangan
- Camus, Carraroe, Carrowkeel, Cill Rónáin (Kilronan), Claregalway, Clarinbridge, Cleggan, Clifden, Clonbur, Costelloe, Craughwell
- Dunmore
- Galway, Glenamaddy, Gort
- Headford
- Inveran
- Kilconnell, Kilkieran, Kinvara
- Laurencetown, Leenaun, Lettercallow, Letterfrack, Lettermore, Loughrea
- Maam Cross, Maum, Monivea, Moycullen, Muckanaghederdauhaulia
- Oranmore, Oughterard
- Portumna
- Recess, Rosmuck, Rossaveal, Roundstone
- Spiddal
- Tuam, Turloughmore
- Woodford